# Corus Entertainment
Corus Entertainment Inc. (cunoscut deseori ca simplu Corus) este o companie canadiană de mass media. Compania a fost fondată în 1987 sub numele de Shaw Radio, Ltd. ca o subsidiară a Shaw Communications și a fost desprinsă din Shaw în 1999. Are acțiuni proeminente în industriile de radio, publicație, și televiziune. Corus are sediul în Corus Quay în Toronto, Ontario.
Corus are o prezență largă în radioteleviziunea canadiană ca un proprietar al canalului național Global (15 stații convenționale), 37 de stații radio, și un portofoliu de 30 de servicii de televiziune de specialitate; mărcile domestice de specialitate ale companiei includ Flavour Network, Showcase, SériesPlus, Slice, Télétoon, W Network și YTV. Ea operează servicii sub acorduri de licențiere de mărci cu A&E Networks (History și Lifetime), Paramount Global (CMT și Nickelodeon), The Walt Disney Company (Freeform via ABC Spark și unitățile National Geographic), și Warner Bros. Discovery (Cartoon Network, Boomerang, Adult Swim, și până la sfârșitul lui 2024 mărci de stil de viață).
Corus deține studioul de animație Nelvana și editura pentru copii Kids Can Press. A doua încarnare a diviziei de media a Shaw—formată din proprietățile falimentatului Canwest Global—a fost subsumat de Corus pe 1 aprilie 2016, dându-i control canalului over-the-air Global și a 19 canale de specialitate suplimentare. În mai 2019, Shaw a anunțat că își vinde acțiunile în Corus pentru aproximativ 500 de milioane de $.

## Legături externe
- Site web oficial
- Corus Radio Stations
- Corus Entertainment Inc. Arhivat în 7 mai 2010, la Wayback Machine. la site-ul Canadian Communications Foundation